# Hakea elliptica
Hakea elliptica – gatunek rośliny z rodziny srebrnikowatych (Proteaceae).  Występuje w zachodniej Australii.

## Morfologia
Okazały krzew (2 do 4 metrów wysokości). Zazwyczaj występuje wśród niskich drzew, rośnie w lekkich, piaszczystych glebach.  Kwitnie w grudniu (początek australijskiego lata), ma białe kwiaty. Australijska nazwa zwyczajowa to Bronze Hakea.